# Karl Meier
Pour les articles homonymes, voir Meier.
 (août 2018).
Si vous disposez d'ouvrages ou d'articles de référence ou si vous connaissez des sites web de qualité traitant du thème abordé ici, merci de compléter l'article en donnant les références utiles à sa vérifiabilité et en les liant à la section « Notes et références ».
Karl Meier, né le 16 mars 1897 à Saint-Gall et mort le 29 mars 1974 à Zurich, est un acteur suisse et le rédacteur en chef de Der Kreis (Le Cercle) en 1942, en utilisant le nom de plume de « Rolf ».

## Biographie
Karl Meier est né à Saint-Gall en 1897 en tant que fils illégitime d’Élisabeth Rheiner et a été baptisé Rudolf Carl Rheiner. Dès son plus jeune âge, il est confié aux soins du couple sans enfants Thomas et Wilhelmina Meier-Götsch à Kradolf et est adopté par eux en 1912. La piste de sa mère biologique est perdue en 1907.
À partir de 1912, il effectue un apprentissage commercial à l'usine de tissage de soie de Schönenberg. Mais son souhait était de jouer la comédie. Grâce à la médiation de son chef compréhensif[Interprétation personnelle ?], il a été transféré au siège de l'entreprise à Zurich. Il y prend des cours de théâtre et se produit en même temps sur des théâtres ambulants. Après des années en Suisse, il s'installe dans les théâtres allemands en 1924. De 1935 à 1947, il travaille pour le Cabaret Cornichon[Quoi ?]. Après cela, il apparait dans des pièces radiophoniques et dans un film[Lequel ?][réf. nécessaire].
Meier est devenu internationalement connu sous le nom de Rolf[réf. nécessaire]. De 1943 à 1967, il travaille sous ce pseudonyme comme rédacteur en chef du magazine homosexuel Der Kreis (Le Cercle). Il écrit des articles politiques, passe en revue la littérature et administre le registre des abonnements. Plusieurs fois par an, il organise les bals masqués et autres festivals des abonnés du journal.
En 1970, il a un accident vasculaire cérébral lors d'une répétition au Theater am Hechtplatz à Zurich. Il y meurt en 1974 et est enterré à Sulgen à sa demande[réf. nécessaire].

## Travail de comédien et metteur en scène
Les années de voyage en Suisse l'ont conduit, au début des années 1920, au Stadttheater Solothurn et au Städtebundtheater Winterthur-Schaffhausen. Pendant les vacances d'été, il a participé à des spectacles en plein air. Pour la saison 1924-1925, il s'installe en Allemagne, à Bielefeld. Après cela, il est engagé à Münster, Glogau et Zwickau. Il a été à Berlin à plusieurs reprises. En 1932, il retourne en Suisse, où il se produit d'abord au Städtebundtheater Biel-Solothurn, puis au Stadttheater Schaffhausen[réf. nécessaire].
À partir de 1935, il est employé par le Cabaret Cornichon, où il apparaît jusqu'en 1947 dans environ 4 000 représentations aux côtés d'Emil Hegetschweiler, Elsie Attenhofer, Alfred Rasser, Heinrich Gretler et Zarli Carigiet, avec Nico Kaufmann assis au piano[réf. nécessaire]. Bien que Meier ait été éclipsé par ses collègues plus populaires, sa performance constante a contribué de façon significative à la qualité artistique de l'ensemble[Interprétation personnelle ?]. Après la fin de la Seconde Guerre mondiale, ce type de cabaret politique n'est plus si demandé. Meier commence à travailler sur des pièces de théâtre radiophonique et des émissions de radio scolaire pour Radio Zurich en 1947. Ses émissions avec Schaggi Streuli dans la pièce Polizischt Wäckerli attirent les foules. En outre, il se produit sur différentes scènes à Zurich, mais surtout dans des rôles de soutien[réf. nécessaire]. Il a également joué dans le film Hinter den sieben Gleisen de Kurt Früh (1959) et dans une pièce de théâtre télévisé mise en scène par Ettore Colla (1958).
Meier n'était pas seulement actif en tant qu'acteur, mais aussi en tant que metteur en scène. Pendant près de cinquante ans, il dirige le Stenografenverein Schönenberg-Kradolf[réf. nécessaire].

## Travail de rédacteur
Meier est entré en contact pour la première fois avec la culture homosexuelle à Berlin dans les années 1920. Il connaissait Adolf Brand et a publié plusieurs articles dans sa revue Der Eigene. De retour en Suisse, il écrit régulièrement pour les magazines Schweizerisches Freundschafts-Banner (1933-1936) et Menschenrecht (1937-1942), principalement sous le pseudonyme de Rolf. À partir de 1943, ce journal est paru sous le nom de Der Kreis (Le Cercle) avec Rolf comme seul rédacteur en chef[réf. nécessaire].
Rolf n'était pas seulement rédacteur en chef de la revue, mais aussi rédacteur en chef de la section allemande, auteur de textes littéraires, de poèmes et de critiques ainsi que commentateur d'événements politiques et de décisions de justice. En 1959, environ 2 000 copies du journal ont été envoyées dans le monde entier[pas clair][réf. nécessaire]. Rolf a également publié quatre volumes de photographies et un avec des dessins de Der Kreis[réf. nécessaire].

## Filmographie
- 1939 : Le fusilier Wipf
- 1941 : Emil, mer mues halt rede mitenand
- 1941 : Bieder der Flieger
- 1942 : Der Kegelkönig
- 1943 : Bergführer Lorenz
- 1947 : Matura-Reise
- 1958 : Zum goldenen Ochsen
- 1959 : Apollo von Bellac
- 1959 : Hast noch der Söhne ja...?
- 1959 : Hinter den sieben Gleisen
- 1961 : Die Gejagten
- 1962 : Steinbruch